# Uracanthus suturalis
Uracanthus suturalis là một loài bọ cánh cứng trong họ Cerambycidae.